# Baptistkyrkan, Troyeville
Baptistkyrkan (Baptist Church) är en kyrka i Troyeville i Johannesburg, Sydafrika.
Kyrkan har en mångkulturell prägel, kallades först "The Tin Tabernacle", och är engelskspråkig. Den nuvarande kyrkobyggnaden uppfördes 1909 efter ritningar av arkitekten Alan Monsborough.